# Ленінень киява
Газета Ленінен Киява — ерзянська газета.

## Випуск
Газета була випущена в Мордовії в липні 1931 році. Рішенням Всесоюзного бюро комуністичних партій газета видавалася на ерзянській мові кожні п'ять днів. Метою газети є підготовка молодих людей, які є розумними, талановитими, які люблять свою мову та культуру.

## Адреса
Редакція газети знаходилася в Саранську, вул. Володарська, будинок 34. У першому періоді газета зазнавала великих труднощів у постачаннях і кадрах.

## Тираж
Серед абонентів газети робітники, селянини та молодь. Загальний тираж газет складав — 2500 примірників. Незважаючи на труднощі, молодіжна газета завжди отримувала велику підтримку від молоді в Мордовії. «Ленінень киява» — улюблена газета серед студентів Саранського факультету праці. У газеті було 300 постійних абонентів.
В липні 1941 року перестала виходити в світ.